# اللقاء الثاني (فلم)
اللقاء الثاني هو فيلم دراما مصري من إخراج حسن الصيفي وإنتاج آسيا داغر  وبطولة أحمد مظهر، سعاد حسني وحسن يوسف.عرض الفيلم في 13 مارس 1967.

## نبذه
يحكي الفيلم عن الدكتور رأفت الذي يُعجب بهدى ولكنه يكتشف أنها تتعلق بالضابط البحري حسن. تحبذ أمها ارتباطها برأفت وتثور عليها هدى فتسقط الأم من أعلى السلم وتفقد بصرها ثم يسافر حسن في بعثة إلى الخارج لمدة عام، وتعيش هدى سجينة عقدة الذنب، ولذلك فهى توافق على الزواج من رأفت. تموت الأم وهى تجري عملية جراحية، ويسافر رأفت في رحلة عمل لمدة أسبوع ويعطى لهدى حرية الاختيار لتفكر خلالها.

## طاقم العمل
- أحمد مظهر بدور دكتور رأفت
- سعاد حسني بدور هدى
- حسن يوسف بدور حسن
- كمال ياسين
- خديجة محمود
- زهرة العلا بدور والدة هدى

## وصلات خارجية
- مقالات تستعمل روابط فنية بلا صلة مع ويكي بيانات